# Рено RE30
Рено RE30 (на френски: Renault RE30) е състезателен автомобил за Формула 1 на екипа на Рено.
Болида е проектиран от Майкъл Тету и Жерард Ларуз за ФИА Световен шампионат на Формула 1 (1981) година.
В по късен етап от време екипа доразвива болида в моделите – Рено RE30В и Рено RE30С.